# Cusuma vilis
Cusuma vilis är en fjärilsart som beskrevs av Walker 1854. Cusuma vilis ingår i släktet Cusuma och familjen mätare. Inga underarter finns listade i Catalogue of Life.